# Eduardo Toba Muíño
Eduardo Toba Muíño (14 de maig de 1923 - 3 d'agost de 2001) va ser un entrenador de futbol gallec.
Toba va entrenar entre d'altres equips el Deportivo de La Corunya, el Reial Oviedo, Costa Rica, el CS Herediano, el CD Tenerife, el Còrdova, l'Hèrcules i Espanya.